# Viksäter och Viksberg
Viksäter och Viksberg – miejscowość (tätort) w Szwecji, w regionie administracyjnym (län) Sztokholm, w gminie Södertälje.
Według danych Szwedzkiego Urzędu Statystycznego liczba ludności wyniosła: 859 (31 grudnia 2015), 902 (31 grudnia 2018) i 912 (31 grudnia 2019).